# Балі (Новий Тайбей)
Район Балі (кит.: 八里區) — район в місті центрального підпорядкування Республіки Китай Новий Тайбей. До 2010 року був сільською волостю (鄉 xiāng) повіту Тайбей (кит. трад.: 縣; піньїнь: xiàn; певедзі: koān), заснованого 7 січня 1946 року, у складі провінції Тайвань. 25 грудня 2010 року став частиною (кит. трад.: 區; піньїнь: qū; певедзі: ku) новоутовреного міста.

## Географія
Площа району Балі  на 10 вересня 2017 становила близько 39,4933 км².

## Населення
Населення району Балі на 2015 становило близько 37 711 осіб. Густота населення становила 954,9 осіб/км².